# Franz Xaver Gardeweg
Franz Xaver Gardeweg (* 5. März 1944 in Opladen; † 8. November 2006 in Bonn) war ein deutscher Kirchenmusiker, Komponist und Dirigent.

## Wirken
Gardeweg studierte in Wuppertal Komposition bei Ingo Schmitt, einem Schüler Frank Martins, bei Liliane Christowa-Watzke Klavier, bei Corneel Ruymen in Köln Viola und Kammermusik und bei Wilhelm Schüchter in Dortmund Dirigieren. Dort arbeitete er als Schüchters Assistent und ging anschließend auf dessen Empfehlung als Kapellmeister an die Oper in Münster. Tourneen als Bratschist im Streichquartett führten ihn nach Belgien, Frankreich, Griechenland und in die Türkei. Als Solobratschist spielte er lange Zeit im Wuppertaler Kammerorchester.
Als hauptamtlicher Kirchenmusiker arbeitete Gardeweg ab 1977 in Burscheid als Dirigent der Chorgemeinschaft Burscheid.
Anschließend, von 1991 bis zu seinem Tode im Jahr 2006, leitete er den Bach-Chor Bonn. In diesen Jahren intensivierte er die Zusammenarbeit mit anderen Chören. Die Wiedervereinigung Deutschlands ermöglichte in der Bonner Beethovenhalle gemeinsame Auftritte mit befreundeten Chören aus Quedlinburg und Potsdam.
Unter seiner Leitung gastierte der Bach-Chor Bonn mehrmals in Italien, so u. a. 1999 beim Barockfestival Viterbo mit der h-Moll-Messe von Johann Sebastian Bach und im Jahr 2000 im Rahmen des Projekts „La Bibbia nella Musica“ in der Lombardei mit der Matthäus-Passion.
Franz Xaver Gardeweg hat rund 60 Werke komponiert: Kammermusik für unterschiedlichste Besetzungen, über 100 Lieder, Chormusik, Opern sowie 4 Sinfonien. Beim Kompositions-Wettbewerb 1987 wurde sein Horn-Quintett von der Internationalen Horngesellschaft, Luzern, ausgezeichnet. 1990 verlieh ihm der Unabhängige Verein für Musik, Film- und Bühnenkunst e.V. in Pforzheim den 1. Preis für sein Klarinetten-Quintett. Seine Bühnenwerke Die Nacht der Hexen, Valerio oder das Rätsel der Zauberer sowie die Kammeroper Erwin und Elmire (Text nach Goethe) wurden mehrmals mit Erfolg aufgeführt.

## Erarbeitete und aufgeführte Chorwerke 1991 bis 2006
Unter Gardewegs Leitung wurden mit dem Bach-Chor Bonn die großen Werke der europäischen Chorliteratur erarbeitet und aufgeführt: die Oratorien Die Jahreszeiten und Die Schöpfung sowie die Schöpfungsmesse von Joseph Haydn; die Messen Nr. 5 As-Dur und Nr. 6 Es-Dur von Franz Schubert; die Oratorien Judas Maccabäus und Der Messias von Georg Friedrich Händel; das Weihnachts-Oratorium, die h-Moll-Messe und die Johannes-Passion von Johann Sebastian Bach; die Missa solemnis D-Dur op. 123  von Ludwig van Beethoven; die Sequenz Stabat mater von Gioacchino Rossini; das Requiem von Gabriel Fauré; Ein deutsches Requiem op. 45 von Johannes Brahms; das War Requiem von Benjamin Britten; die Messe D-Dur op. 86 von Antonín Dvořák; die Messa da Requiem von Giuseppe Verdi; das Oratorium Gurre-Lieder von Arnold Schönberg; das Requiem Des-Dur von Robert Schumann u. a.

## Kompositionen
- 7 Lieder nach Gedichten von Heinrich Heine:
  - Nr. 1: Teurer Freund
  - Nr. 2: Zu fragmentarisch
  - Nr. 3: Gaben mir Rat
  - Nr. 4: Und bist du erst
  - Nr. 5: Sie saßen und tranken
  - Nr. 6: Doch die Kastraten
  - Nr. 7: Doch die Kastraten

- Der Kammerchor (Partituren für 4-stimmigen gemischten Chor), Verlag Josef Butz, Sankt Augustin  1990:
  - Ach Gott, wie weh tut Scheiden
  - Der Mai tritt ein mit Freuden
  - Dem Himmel will ich klagen
  - Ich ging einmal spazieren
  - Es saß ein Häslein
  - Es fliegt manch' Vöglein
  - Der Himmel lacht
  - Ich kann und mag nicht fröhlich sein
  - Ein kleines Lied
  - Von allen den Mädchen
  - Mei(n) Schätzle ist fei(n)
  - Wenn Frühlingstage neu beleben
- Laudes Creaturarum.  (Hymne; aufgeführt 2002)
- Kleiner Galgenliederzyklus.  (Lied; aufgeführt 2003)
- Stabat mater. (Uraufführung am 21. März 2004 in Bonn, Johanneskirche)
- als Herausgeber:
  - Johann Kaspar Aiblinger: Missa in A. Josef Butz, Sankt Augustin (1990; Partitur)
  - Robert Führer: Missa in B. Josef Butz, Sankt Augustin 1988 (Erstausgabe)

## Diskografie
Bei den nachfolgenden Produktionen hatte Gardeweg die Leitung:
- Johannes Simon Mayr: Samuele. Fono-Schallplattengesellschaft, Laer (1997)